# Cephetola
Cephetola is een geslacht van vlinders uit de familie Lycaenidae. De wetenschappelijke naam van het geslacht is voor het eerst geldig gepubliceerd in 1999 door Michel Libert.

## Soorten
- Cephetola aureliae Libert, 1999
- Cephetola australis Libert, 1999
- Cephetola barnsi Libert, 1999
- Cephetola bwamba Jackson, 1964
- Cephetola catuna Kirby, 1890
- Cephetola cephena Hewitson, 1873
- Cephetola chari Libert & Collins, 1999
- Cephetola collinsi Libert & Larsen, 1999
- Cephetola dolorosa Roche, 1954
- Cephetola ducarmei Libert, 1999
- Cephetola eliasis Kielland & Congdon, 1998
- Cephetola epitolina Libert & Collins, 1999
- Cephetola gerdae Kielland & Libert, 1998
- Cephetola ghesquierei Roche, 1954
- Cephetola godarti Libert & Collins, 1999
- Cephetola izidori Kielland & Congdon, 1998
- Cephetola kakamegae Libert & Collins, 1999
- Cephetola kamengensis Jackson, 1962
- Cephetola karinae Bouyer & Libert, 1999
- Cephetola katerae Jackson, 1962
- Cephetola kiellandi Libert & Congdon, 1998
- Cephetola maculata Hawker-Smith, 1926
- Cephetola maesseni Libert, 1999
- Cephetola marci Libert & Collins, 1999
- Cephetola mariae Libert, 1999
- Cephetola mengoensis Bethune-Baker, 1906
- Cephetola mercedes Suffert, 1904
- Cephetola mpangensis Jackson, 1962
- Cephetola nigeriae Jackson, 1962
- Cephetola nigra Bethune-Baker, 1903
- Cephetola obscura Hawker-Smith, 1933
- Cephetola orientalis Roche, 1954
- Cephetola oubanguensis Libert & Collins, 1999
- Cephetola ouesso Jackson, 1962
- Cephetola overlaeti Libert, 1999
- Cephetola peteri Kielland & Congdon, 1998
- Cephetola pinodes Druce, 1890
- Cephetola quentini Bouyer & Libert, 1999
- Cephetola rileyi Audeoud, 1936
- Cephetola subcoerulea Roche, 1954
- Cephetola subgriseata Jackson, 1962
- Cephetola sublustris Bethune-Baker, 1904
- Cephetola tanzaniensis Libert, 1999
- Cephetola vinalli Talbot, 1935
- Cephetola viridana Joicey & Talbot, 1921